# 腋窩
腋窩（Axilla）是一個解剖構造，又稱腋下、胳肢窩、胳膊窩。腋窩位於肩關節下方，臂上部和胸上部之间，当上肢外展时，腋区呈向上凹陷的窝，故称腋窝。
在人體中，腋臭最常發生於腋窩。一般動物的體味通常源自於生殖器官，而人類腋窩體味的重要性明顯大過生殖器所散發出的體味，這點可能與人類雙足行走有關。

## 解剖學

### 邊界
下表列出在解剖學中腋窩的邊界：
|                      | 上側：位於第一肋骨的外緣、肩胛骨的上緣，以及锁骨後緣。                    |                                                    |
| 內側：前鋸肌及肋骨架 | 前側：胸大肌、胸小肌，以及鎖骨下肌 後側：肩胛下肌上緣、大圓肌及背闊肌下緣 | 外側：結節間溝（喙突肱肌及肱二頭肌短頭位於腋窩內） |
|                      | 底部：皮膚（腋窩可見的表面）                                              |                                                    |

腋窩的下後緣被稱為腋後褶（Posterior axillary fold），由背闊肌及大圓肌組成，如果減肥後可能會較原本位置低。
腋窩前緣稱為腋前褶（Anterior axillary fold），由胸大肌下緣所組成，有些人則包含胸小肌，在減重後的人身上尤為明顯。

### 內容物
- 腋動脈及其分支
- 腋靜脈（英语：axillary vein）及其分支
- 臂神经丛的鎖骨下部分
- 胸長神經（英语：Thoracic nerves）及肋間神經（英语：intercostobrachial nerve）
- 腋淋巴結及相關淋巴系統，可粗分為五群
- 結締組織

## 語言、社會與文化
在英文，「腋下」（underarm）通常指腋窩外面的皮膚及上臂及肩膀間的凹窩。然而，有時會被混指腋窩本身。
低地蘇格蘭語中則稱腋窩為「Oxter」。

### 搔癢
腋窩具有許多神經，因此刺激時會有搔癢感。

### 腋毛
腋毛通常位於雌性及雄性的腋下，通常於青春期時開始生長。
在西方文化，女性常移除腋毛。移除腋毛的原因包含美觀問題或衛生問題。但部分女性主義者及朋克搖滾的女性選擇保留他們的腋毛，保留腋毛的原因很多，包含顛覆傳統、平等主義，以及舒適
而相對的，男性也可能因為不同原因選擇剃除腋毛，可能為了美觀，或是運動員為了減少摩擦力而剃除，尤其是游泳運動員（雖然也有不少例外）。
- 刮除腋毛的男性腋下
- 保留腋毛的女性腋下

## 臨床意義

### 乳癌的淋巴擴散
乳癌通常經由淋巴系統進行擴散，擴散的途徑長涵蓋腋下。因此在乳癌檢查時，常會檢查腋下淋巴結是否有異常。

### 腋窩擦爛
過多的汗液可能導致腋窩形成溫暖潮濕的環境，引發細菌及真菌孳生，進而導致腋下擦爛。腋下擦爛會使該處形成紅疹、化膿、搔癢，或有灼熱感，此狀態常發生於在炎熱環境工作者。

## 附加圖像
- 胸部及上臂前側淺層肌肉。
- 腋動脈及其分支，右上臂及胸部正面觀。
- 右側腋窩的靜脈，正面觀
- 右側臂叢
- 胸部左側
- 腋窩
- 腋窩
- 腋窩
- 腋窩
- 腋窩
- 腋窩
- 腋窩

## 外部連結
- Step by step Video dissection of the Human Axilla showing all relevant anatomy （页面存档备份，存于）
- 3D animated overview of axillary anatomy (rich media) （页面存档备份，存于）
- （英文）lesson3axilla 在韦斯利诺曼的解剖课上（乔治城大学）